# Scopa (jeu de cartes)
Pour les articles homonymes, voir Scopa.
La scopa (en français : « le balai ») est un jeu de cartes italien. C'est l'un des jeux de cartes les plus connus en Italie au même titre que la briscola. Il est également populaire au Brésil et en Argentine (principalement dans la variante scopa a quindici, litt. « scopa à quinze »), où il a été importé par les immigrants italiens, est aussi répandu en Corse et très populaire en Tunisie, où il est communément appelé chkobba.
En fonction des régions, des provinces, voire des villages, les règles du jeu et le décompte des points varient.
On y joue habituellement à deux joueurs, ou à deux équipes de deux joueurs, mais on peut aussi y jouer à trois, quatre ou six joueurs indépendants.
Le jeu était déjà pratiqué dans toutes les régions de l'Italie au XVIIIe siècle ; néanmoins, on ne connaît pas bien ses origines.

## Les cartes

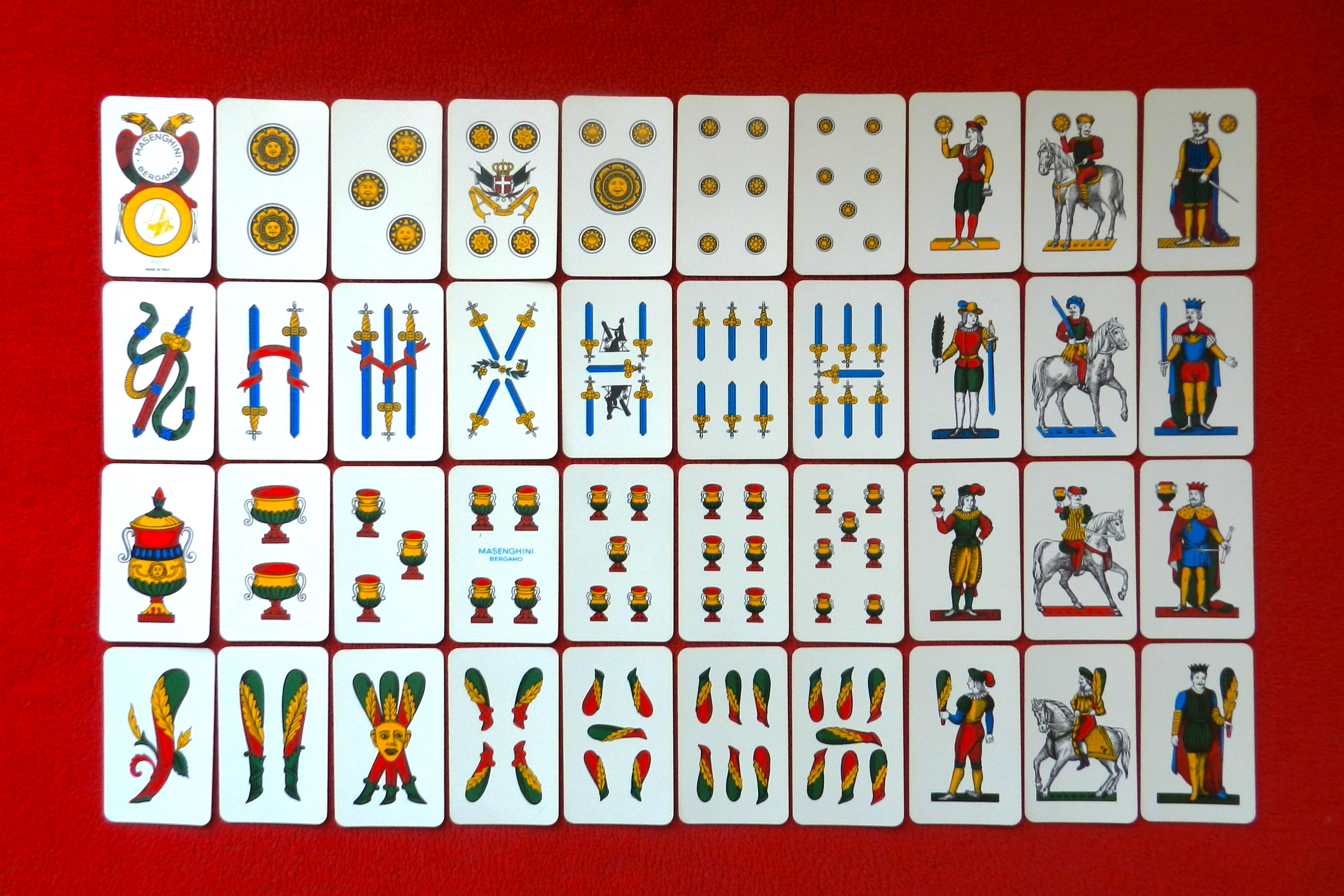
Le jeu de cartes italien (ici dans sa version napolitaine), comprenant 40 cartes.

Pour jouer à ce jeu, on utilise traditionnellement un jeu de cartes italien, comprenant 40 cartes avec les couleurs coupes, épées, bâtons et deniers. Dans chaque couleur, on retrouve un as, un valet, un cavalier, un roi et des cartes de valeurs allant de 2 à 7. On peut également utiliser un jeu de cartes français que l'on réduit donc à 40 cartes (on enlèvera alors les 8, les 9 et les 10).

## Règle de la scopa
Les joueurs se répartissent autour d'une table. On désigne ensuite un donneur de cartes.
Le donneur de cartes distribue trois cartes à chaque joueur, en partant du joueur à sa droite et en tournant dans le sens inverse des aiguilles d'une montre. Ensuite, le donneur de cartes retourne quatre cartes sur la table.
Si parmi ces cartes, il y a trois rois, ou si les quatre cartes sont des rois, personne ne pourrait faire « balai » (scopa) en cours de partie, c'est-à-dire capturer toutes les cartes sur la table en un seul pli ; la donne n'est donc pas valide et le donneur recommence.
Le joueur à la droite du donneur de cartes commence : ou bien il place sur la table une carte, ou bien il joue une carte pour faire un pli. Pour faire un pli, il faut que la carte du joueur ait la même valeur faciale que la carte qu'il souhaite prendre. Il peut aussi prendre deux cartes si la somme de leurs valeurs vaut la carte posée par le joueur. Dans les deux cas, les cartes posées par le joueur et capturées lui appartiennent et sont enlevées du jeu. Les cartes avec figures prennent les valeurs 8 - valet, 9 - cavalier et 10 - roi.
Exemple : Le joueur a le 2 de deniers, le 5 d'épées et le 7 de bâtons. Sur la table, il y a l'as de deniers, le 5 de coupes et le 6 d'épées. Le joueur peut alors :
- poser le 2 de deniers ;
- prendre le 5 de coupes avec le 5 d'épées ;
- ou prendre l'as de deniers et le 6 d'épées avec le 7 de bâtons.

Il est interdit de poser une carte avec laquelle on pourrait faire un pli. Si par exemple, un 2 et un 4 sont posés, le joueur ne peut pas poser un 6, à moins de prendre les deux cartes précédentes. De plus quand on pose une carte qui peut à la fois prendre une seule carte ou bien une combinaison de cartes, on doit prendre le moins de cartes possibles.
Avec une carte, un joueur ne peut capturer qu'une ou deux cartes (mais pas trois ni quatre). Toutefois, dans de nombreuses variantes il est autorisé de capturer plus de deux cartes, permettant ainsi de multiplier les scope (c'est-à-dire le fait de capturer toutes les cartes du plateau) : cela rend le jeu plus attrayant.
Une fois que tous les joueurs ont joué leurs trois cartes, le donneur distribue trois nouvelles cartes à chacun et on recommence par le joueur à la droite du donneur jusqu'à ce qu'il n'y ait plus de cartes. On ne remet aucune carte au centre de la table.
Une fois que le donneur a joué la dernière carte, le dernier joueur à avoir fait un pli ramasse les cartes qui restent sur la table. Le donneur ne peut pas faire scopa au dernier pli, même si la carte ou la somme des cartes qui restent sur la table le lui permettraient.
Ensuite, on calcule les points de chaque joueur ou équipe  puis le nouveau donneur de cartes  (à la droite du précédent) recommence.

## Décompte des points
Les points sont attribués à la fin de chaque manche. Si l'on joue en équipe, les deux membres de l'équipe combinent leurs cartes pour calculer les points. Il y a 4 points par manche qui sont répartis respectivement pour le joueur qui a :
- le plus de cartes ;
- le plus grand nombre de deniers ;
- le 7 de deniers (il settebello : le beau sept) ;
- les meilleures cartes de chaque couleur (la primiera, voir ci après).

Pour déterminer qui a la primiera, chaque joueur sélectionne la meilleure carte qu'il a dans chaque couleur suivant l'ordre ci-dessous et somme les valeurs de ces quatre cartes :
- 7 : vingt et un points ;
- 6 : dix-huit points ;
- as : seize points ;
- 5 : quinze points ;
- 4 : quatorze points ;
- 3 : treize points ;
- 2 : douze points ;
- roi, cavalier et valet: dix points chacun.

Par exemple, avec les 7 de coupes et de deniers, le 6 de bâtons et l'as d'épées, on marque (21 + 21 + 18 + 16) = 76 points. Celui qui totalise le plus de points pour les meilleures cartes remporte le point de l'item.
Si deux équipes ou joueurs sont à égalité sur un des items, on n'attribue aucun point pour ce même item. Par exemple, si les deux équipes ont chacune vingt cartes, il n'y a pas de point pour le nombre de cartes.
Le 7 de deniers est la carte qui vaut le plus de points dans une partie, car elle contribue à chacun des quatre items précédemment énoncés.
En plus de ces quatre items (et donc des quatre points), on attribue aux joueurs des points supplémentaires pour chaque scopa qu'ils ont fait pendant le jeu.
Une scopa est accordée si un joueur prend toutes les cartes sur la table. S'il reste un 2 et un 4 sur la table et qu'un joueur les prend avec un 6, il gagne une scopa.
Pour compter facilement les scope, une des cartes du pli est retournée.
Quand, au dernier coup, le joueur au dernier pli ramasse toutes les cartes, il ne marque pas de scopa.
On joue jusqu'à ce qu'une équipe gagne onze (ou seize, ou vingt et un) points et ait plus de points que les autres équipes.

## Variantes

### Avec des cartes françaises
Quand on joue avec des cartes françaises, il faut enlever douze cartes du jeu. Le plus simple est d'enlever toutes les figures et de jouer avec les cartes numérotées.
On peut aussi enlever les 8, 9 et 10, la dame correspond alors au cavalier.
Traditionnellement, les carreaux remplacent les deniers pour le comptage des points (les épées sont les piques, les coupes les cœurs, les bâtons les trèfles).

### Ilponino
Le joueur qui a pris les 4 cavaliers multiplie par 2 le nombre de points de scopa qu'il a obtenus dans la partie (bonus scuderia). Si l'on joue en équipe, le même équipier doit avoir pris les 4 cavaliers (et non l'équipe), mais ce sont les points de scopa de l'équipe qui sont multipliés par 2.

### Lanapola
Le joueur ou le couple de joueurs réalise la napola (appelée aussi napoli ou napoletana) s'il prend au moins l'as, le deux et le trois de denier. La napola vaut au moins trois points, mais si le joueur prend aussi le quatre de denier, elle en vaut quatre. S'il a pris le quatre et le cinq, elle en vaut cinq ; s'il a pris le quatre, le cinq et le six, elle en vaut six et ainsi de suite. La napola à 10 points, se réalise si le joueur prend tous les deniers ; on l'appelle aussi napoleone ou maratona.
Cette règle n'est pas appliquée partout, et ne s'utilise presque jamais dans le scopone scientifico.
Le nombre maximal de points réalisables en une seule manche dans une partie avec napola est de 32 (4 points de jeu + 18 points de scopa + 10 points de napola).
Quelques joueurs suivent la règle selon laquelle le joueur ou le couple qui réalise un napoleone remporte immédiatement et automatiquement la partie.

### Lescoponeet lescopone scientifico
Le jeu du scopone est basé sur celui de la scopa. Dans ce jeu, qui se joue à deux équipes de deux, les équipiers s'installent face à face puis le donneur distribue 9 cartes à chaque joueur, et retourne 4 cartes sur la table. On joue suivant les règles classiques jusqu'à ce que chaque joueur n'ait plus aucune carte en main, puis le décompte des points se fait de la même manière que pour la scopa.
Une variante du scopone est le scopone scientifico. Dans cette variante, le donneur distribue toutes les cartes en début de partie, et n'en retourne aucune sur la table. Chaque joueur commence donc la partie avec dix cartes en main, et le joueur à droite du donneur engage le jeu en posant une première carte sur la table. Cette variante du jeu peut être jouée en tournoi ou en concours par équipe.
Cette dernière variante est dite scientifique (de l'italien scientifico) car les tactiques y sont plus élaborées. Il existe une incertitude sur les dates des premiers écrits autour du jeu du scopone scientifico, mais l'ensemble de ces écrits formalisent les tactiques à appliquer et concordent autour de deux notions primordiales. Tout d'abord, la mémorisation des cartes déjà jouées et donc la gestion des cartes encore possédées par les quatre joueurs, qui sont les cartes restant à jouer : l'équipe du donneur s'attache à faire en sorte que le nombre de cartes de même valeur faciale reste pair parmi les cartes restant à jouer, alors que l'équipe adverse fait en sorte que leur nombre soit impair (par exemple en capturant plusieurs cartes en une même prise). La seconde notion la plus importante du déroulement d'une partie est la bonne gestion des 7 restants à jouer, selon que chaque joueur fait partie de l'équipe du donneur ou pas, et selon le nombre de 7 en sa possession.
Le scopone scientifico est au cœur de l'intrigue d'un film éponyme de Lugi Comencini, L'Argent de la vieille (en italien : Lo scopone scientifico).

### Lascopa di quindici(Lascopade quinze)
Les règles sont identiques excepté qu'un pli est réalisé quand la somme des cartes fait quinze. Par exemple : 7 prend 8 (et vice-versa), dame prend 7, cavalier prend 6, roi prend 5 et toutes les combinaisons (roi prend 4 et as), 7 prend 4 et 4...

### Lescopone de Trente
Dans cette variante du scopone, on joue jusqu'à vingt-et-un points au lieu de onze. On attribue pour l'as, le 2 et 3 de deniers leur valeur faciale en points supplémentaires à rajouter. Si une équipe gagne tous les deniers, elle gagne immédiatement

### Lascopa d'AssiouAsso piglia tutto
Dans cette variante, l'as capture toutes les cartes posées sur la table. On peut compter ce coup comme une scopa selon les usages.

### Lere bello
Dans le re bello (« beau roi »), le roi de deniers vaut aussi un point, comme le 7 de deniers.

### Lascopa a perdere
Dans la scopa a perdere, le joueur ou le couple de joueurs perdant est celui qui réalise le plus de points, jusqu'à 21. Les vainqueurs sont ceux qui réalisent le moins de points.

### LascopaFrac
Définie ironiquement comme la scopa la plus élégante (frac désignant une queue-de-pie), en réalité son nom est seulement l'acronyme de Fou (Valet), Roi, As et Cavalier, autrement dit les seules cartes qui donnent des points dans cette variante. Chacune de ces cartes vaut un point, les autres zéro, pour un total de 16 points par manche (les 4 as et les 12 figures). À la fin (on suit les règles classiques de la scopa), c'est celui qui a remporté le plus de point dans la manche qui gagne. S'il y a 8 à 8, le vainqueur est celui qui a pris le roi de deniers.
À la différence de la scopa traditionnelle, si on joue une carte sur la table et qu'il y en a une de même valeur, ou deux qui additionnées sont de même valeur, il n'est pas obligatoire de prendre la carte seule.

### L'escoba
En Espagne la scopa s'appelle escoba. Les quatre couleurs sont nommées : oros (ors =deniers), copas (coupes), espadas (épées) et bastos (bâtons). Le jeu est identique à son homologue italien.

### Lacirulla
Cette variante, dite aussi acchiappaquindici (attrape quinze), est une évolution de la scopa di quindici. Des prises sont possibles aussi quand la somme de la carte jouée et d'une ou plus sur la table est égale à 15. Les autres types de prise de la scopa sont aussi également joués dans cette variante.
Elle se joue avec toutes les règles, dont les variantes sont laissées au choix des joueurs. La particularité est qu'après chaque distribution des trois cartes, chaque joueur regarde sa main : si la somme des cartes est égale ou inférieure à 9 (par exemple, un 5 d'épées, un as de deniers et un 2 de coupes), il a une cirulla. Si les trois cartes sont identiques, il a un cirullone. Quand c'est au joueur de jouer, il dit tout haut soit cirulla soit cirullone et dévoile son jeu qui reste visible pendant toute la partie. La cirulla rapporte trois points (on compte alors trois scope supplémentaires) et le cirullone en rapporte dix.
De plus, si un joueur a le 7 d'épées en main, et seulement si cela lui permet de déclarer une des deux combinaisons, il peut changer la valeur de la carte à sa convenance. Par exemple, s'il a le 7 d'épées et deux as, quand son tour arrive, il déclare un cirullone. Le 7 d'épées, transformé en as ici, garde sa nouvelle valeur pour la manche !

### Le jeu descopatel que pratiqué en Algérie
Le jeu de scopa (prononcé chkop avec un o ouvert) était pratiqué couramment dans l'Est de l'Algérie (Bône) avant l'indépendance, sans doute apporté là par les nombreux émigrants italiens. Les règles pratiquées sont celles qui sont mentionnées plus haut avec les précisions suivantes :
On joue jusqu'à vingt-et-un points. On peut ramasser plus de deux cartes lors d'un pli. Il est distribué quatre points en dehors des scope : le septébel (prononcé sètébèl), les deinars (deniers, prononcé dénar), les cartes et la première. La première revient à celui qui a le plus de 7 et, en cas d'égalité sur les 7, le plus de 6. Si par exemple deux joueurs ont respectivement deux 7 et deux 6, la première est alors dite pat, le point n'est pas attribué. Enfin, lors de la distribution initiale, aucune des quatre cartes posées sur le tapis ne doit apparaître en double. L'une des deux cartes apparues éventuellement en double est alors remise dans le jeu puis une autre est tirée à la place.

### La chkobba
La chkobba (شكبة), également orthographié chkouba ou chcobba, est un jeu de cartes tiré de la scopa (jeu de cartes) et apporté en Tunisie par les migrants italiens.
Il se joue avec un jeu de carte français de 40 cartes. 4 couleurs traditionnelles (cœurs carreaux trèfles piques) et 10 cartes par couleur : L'as, les cartes chiffrées de 2 à 7 et les figures. La dame représente le 8, le valet le 9 et le roi le 10.
On doit posséder le plus de cartes, le plus de deniers, le plus de 7 (les 6 départagent en cas d'égalité), ces critères donnant un point chacun ; le 7 de deniers donne 1 point supplémentaire à lui seul ; et chaque chkouba (on emporte toutes les cartes de la table en un seul pli) donne 1 point.
Le point obtenu par l'obtention des 7 (et des 6 en cas d'égalité) est appelé en arabe tunisien 'bormilla' et pourrait provenir d'une déformation de l'italien 'primiera'.
Les deniers (qui correspondent aux carreaux dans la chkobba Tunisienne) sont appelés 'dinari'.
Le 7 'dinari' est appelé 'sabha el haya' (la 7 vivante, traduction littérale). L'origine de cette appellation est inconnue.
L’égalité sur un critère est appelée « baji « . Il n’y a alors pas de point sur le critère en question.